# موج عشق
موج عشق (ارمنی: Սիրո ալիք، انگلیسی: LoveWave) تک‌آهنگی از هنرمند اهل ارمنستان، ایوتا موکوچیان است که در تاریخ ۳۰ مارس ۲۰۱۶ منتشر شد. این ترانه نماینده ارمنستان در مسابقه آواز یوروویژن ۲۰۱۶ بود.